# Владимир Проп
Владимир Яковлевич Проп (на руски: Владимир Яковлевич Пропп) е съветски литературен изследовател, формалист, който анализира основните компоненти на сюжета на руската народна приказка, за да идентифицира приказните най-прости, неделими наративни елементи.
Проп полага основите на сравнително-типологическия метод във фолклористиката, един от основополагащите автори на съвременната теория на текста.

## Биография
Роден е на 28 април 1895 г. в Санкт Петербург в семейство на поволжки германци. Баща му, Яков Филипович Проп (1858–1919), е заможен поволжки селянин, роден в село Гусенбах във Волгоградска област.
През 1914–1918 г. следва руска и германска филология във филологическия факултет на Петроградския университет. След завършването му преподава немски език в различни висши учебни заведения в Ленинград. По време на Първата световна война става доброволец и постъпва като санитар в лазарет.
В годините непосредствено след революцията, в периода на Гражданската война и малко по-късно (от 1917 до 1929 г.) семейството на родителите му живее в своя родов дом в хутора Propp. Владимир Проп посещава родителите си няколко пъти. В края на 1918 г. посещава болния си баща, през март 1919 г. пристига вече за погребението му, след което известно време остава там и заедно с роднините си работи на полето, след което се установява като учител в село Голи Карамиш, намиращо се на 70 км от хутора. След това се връща в Петроград. През лятото на 1923 г. отново пристига в имението на родителите си с жена си.
На 20 декември 1929 г. в германската колония Гусенбах се извършва разкулачване. Имуществото на Анна Фридриховна Проп е предадено в колхоз „Й. В. Сталин“.
От 1932 г. Владимир Проп преподава в Ленинградския университет (ЛГУ). През 1937 г. става доцент, през 1938 г. – професор, последователно в катедрите по романо-германска филология, по фолклор и накрая, до 1969 г., по руска литература; през 1963–1964 г. заема позицията на временно изпълняващ длъжността завеждащ катедрата.
От 1949 г. до 1952 г. преподава в катедрата по етнография и антропология към Историческия факултет на Ленинградския университет.
Владимир Проп умира на 22 август 1970 г. в Ленинград, на 75-годишна възраст. Погребан е на Северното гробище на града.

## Основни трудове
- Морфология сказки, Ленинград: Academia, 1928.
  - Морфология на приказката. София: Христо Ботев, 1995, 256 с.
- Исторические корни волшебной сказки, Ленинград, 1946.
  - Историческите корени на вълшебната приказка. София: Прозорец, 1995, 351 с.
- Русский героический эпос (бълг: Руският героичен епос), 1958.
- Народные лирические песни (бълг: Народните лирически песни), Ленинград, 1961.
- Русские аграрные праздники (бълг: Руските аграрни празници), Ленинград, 1963.

Посмъртно публикувани
- Фольклор и действительность (бълг: Фолклор и действителност), 1976.
- Проблемы комизма и смеха. Ритуальный смех в фольклоре (бълг: Проблеми на комизма и на смеха. Ритуалният смях във фолклора), 1983.
- Русская сказка (бълг: Руската приказка). Ленинград, 1984.